# Copa eFe
El Copa eFe, es un torneo nacional correspondiente a la rama femenina del fútbol paraguayo, y es organizado por la Asociación Paraguaya de Fútbol desde el año 2024.

## Sistema de competición
Los equipos se dividen en dos zonas según los puntajes acumulados en el Ranking del Campeonato Anual FEM, compuesto por la sumatoria de dos categorías (Primera y Sub-18) en el Torneo Anual. En la zona 1 están los primeros seis equipos con mayor puntaje, mientras que los segundos se ubican en la zona 2. Dentro de cada zona los equipos se enfrentarán en un sistema de todos contra todos, donde se coronará como Campeón el equipo que finalice primero en la Zona eFe 1; y como Ganador al equipo en la Zona eFe 2.

## Campeones por año
| 1.ª | 2024 | Olimpia (Zona eFe 1) Nacional (Zona eFe 2) | Libertad (Zona eFe 1) Sol de América (Zona eFe 2) |
| 2.ª | 2025 |                                            |                                                   |
| 3.ª | 2026 |                                            |                                                   |